# Kostas Katsouranis
Konstantínos "Kóstas" Katsouránis, em grego Κωνσταντίνος "Κώστας" Κατσουράνης (Patras, 21 de junho de 1979), é um ex-futebolista profissional grego.

## Carreira
Pertenceu aos quadros do Benfica, clube que o contratou ao AEK Atenas por quatro anos em Julho de 2006 a troco de 2 Milhões de Euros.
Katsouranis é um dos melhores jogadores gregos da actualidade, tendo chamado a atenção de vários clubes para além do Benfica, nomeadamente os clubes alemães Werder Bremen e Borussia Mönchengladbach. Iniciou a sua carreira profissional no Panathinaikos na época 1996/1997, tendo assinado pelo AEK Atenas na época 2002/2003.

### Seleção
Katsouranis é um dos principais jogadores do meio de campo da seleção grega, estando na campanha vitoriosa da Eurocopa de 2004, além das Copas do Mundo de 2010 e 2014. 

## Gols pela seleção
| #  | Data                | Local                        | Adversário           | Gol marcado | Resultado | Competitição                |
| -- | ------------------- | ---------------------------- | -------------------- | ----------- | --------- | --------------------------- |
| 1. | 17 de novembro 2004 | Pireu, Grécia                | Cazaquistão          | 3–1         | Vitória   | Eliminatórias da Copa 2006  |
| 2. | 7 de outubro 2006   | Pireu, Grécia                | Noruega              | 1–0         | Vitória   | UEFA Euro 2008 qualificação |
| 3. | 11 de outubro 2006  | Zenica, Bósnia e Herzegovina | Bósnia e Herzegovina | 0–4         | Vitória   | UEFA Euro 2008 qualificação |
| 4. | 22 de agosto 2007   | Tessalônica, Grécia          | Espanha              | 2–3         | Derrota   | Amistoso                    |
| 5. | 6 de fevereiro 2008 | Nicósia, Chipre              | Finlândia            | 2–1         | Vitória   | Amistoso                    |
| 6. | 19 de maio 2008     | Patras, Grécia               | Chipre               | 2–0         | Vitória   | Amistoso                    |
| 7. | 11 de outubro 2008  | Pireu, Grécia                | Moldávia             | 3–0         | Vitória   | Eliminatórias da Copa 2010  |
| 8. | 25 de maio 2010     | Altach, Áustria              | Coreia do Norte      | 2–2         | Empate    | Amistoso                    |
| 9. | 11 de novembro 2011 | Pireu, Grécia                | Rússia               | 1–1         | Empate    | Amistoso                    |

## Títulos
Benfica
- Taça da Liga: 2008/09

Panathinaikos
- Super League Greece: 2009–10
- Greek Cup: 2009–10

Seleção Grega de Futebol
- Eurocopa: 2004

## Ligações Externas
- Perfil em Fifa.com (em inglês)